# Acta Médica Portuguesa
Acta Médica Portuguesa (AMP) es la revista científica portuguesa editada por la Ordem dos Médicos. Tiene como objetivo principal la publicación de artículos científicos en el área médica. Los tipos de artículos son los siguientes: originales, de revisión, editoriales, imagen médica, perspectiva. Todos los artículos son objeto de peer review (revisión por pares) por dos revisores externos. La revista es propiedad de la Ordem dos Médicos (Consejo Nacional Executivo).

## Historia

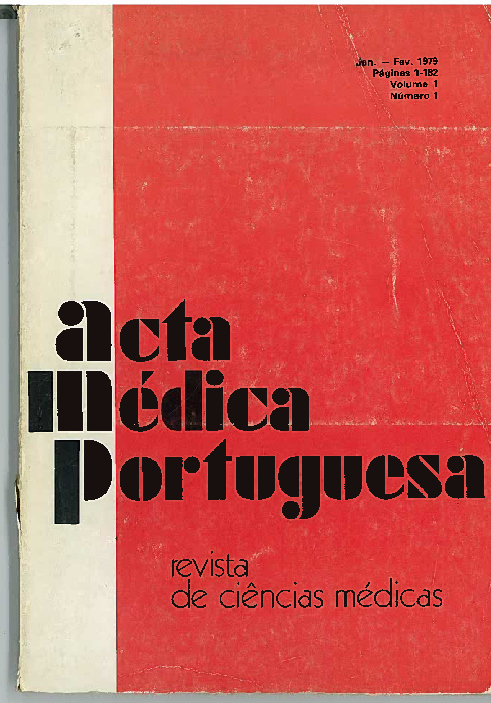
Portada de la primera edición - 1979

La publicación de Acta Médica Portuguesa comenzó en febrero de 1979. En 1987, la Sección Regional Sur de la Ordem dos Médicos adquirió AMP. En marzo de 1989, AMP pasa a ser el órgano científico de la Ordem dos Médicos. A partir de 2004 apenas se publica a versión electrónica.

## Editores eméritos
A. Galvão-Teles (1978-1987), F. Veiga Fernandes (1987-1993), A. Sales Luís (1993-1996), Carlos Ribeiro (1996-1998), J. Germano de Sousa (1999-2004), Pedro Nunes (2005-2010).

## Cuerpo editorial
El cuerpo editorial para el período de 2011-2013 está constituido por Rui Tato Marinho (editor-jefe), Carla de Sousa (coordinación editorial), Miguel Reis (asistente editorial), Fernando Fernández-Llimos, Helena Donato (journalología, bibliometría, medline, Indexação), Rui Matos (diseño gráfico, paginación), José Carvalho (Open Journal System, gestor de sistemas de información).
Cuenta también con diez editores asociados pertenecientes a diversas áreas: medicina interna, medicina general y familiar, neumología, cardiología, medicina basada en la evidencia, gastroenterología  hepatología, farmacología, cirugía general, ortopedia y un alumno de medicina.
El Consejo Científico engloba a los presidentes de Colegios de las 46 especialidades de la Ordem dos Médicos, los coordinadores de las 12 competencias y subespecialidades y 50 Médicos de varias áreas científicas incluyendo algunos extranjeros, de reconocido mérito científico y social. El presidente (Bastonário) de la Ordem dos Médicos es José Manuel Silva.
Los presidentes de los Consejos Regionales son: Miguel Guimarães (Norte), Fernando Gomes (Centro), Pereira Coelho (Sul).

## Indexación
Acta Médica Portuguesa está indexada y resumida en algunas de las más importantes bases internacionales de artículos científicos:
- PubMed/Medline
- Web of Science/Science Citation Index
- Directory of Open Access Journals
- Chemical Abstracts
- Index Copernicus
- Embase
- SafetyLit
- Index de las Revistas Médicas Portuguesas

AMP es una de las cinco revistas de medicina portuguesas que están indexada en PubMed/Medline, Fue la primera en ser indexada en esta base de datos, en 1979, siendo editor-jefe Alberto Galvão-Teles liderando un equipo formado por los profesores Cândido de Oliveira, Machado Macedo y Armando Sales Luís.
Uno de los parámetros más importantes de calidad de una revista científica de ámbito internacional en esta área, además de la indexación en Pubmed/Medline, es la atribución de factor de impacto (FI) por ISI Web of Knowledge (Journal Citation Reports: Thomson Reuters). En 2010, se consiguió por primera vez la asignación de FI a Acta Médica Portuguesa (0,256). En 2011 fue de 0,091.
Acta Médica está en la posición 145 das 153 revistas clasificadas en la clase Medicine, General and Internal..

## Métricas de revista
2022
- Web of Science Group : 1.141
- Índice h de Google Scholar: 24
- Scopus: 0,831

## Normas de publicación
Acta Médica Portuguesa desenvuelve su actividad editorial de acuerdo con las siguientes normas:
- International Committee of Medical Journal Editors
- Normas de Publicação Acta Médica Portuguesa
- SHERPA/ROMEO.

## Utilización por terceros
En cuanto a la utilización por terceros, Acta Médica Portuguesa se rige por términos de la licencia Creative Commons 'Atribuicion -uso No-Comercial - Prohibición de Realización de Obras Derivadas (by-nc-nd)'.

## Acessibilidad en la web - site
Los resúmenes de cerca de 2900 artículos publicados en Acta Médica Portuguesa están disponibles en PubMed/Medline. El contenido integral de cerca de 900 artículos, desde 2004, está accesible de forma gratuita en Medline (es un "linkout journal"). Se realizan cerca de 45 000 descargas de artículos de Acta Médica Portuguesa por año. En la web de Acta Médica Portuguesa están todos los números desde 1999.
Acta Médica Portuguesa tiene presencia significativa en el Repositorio Científico de Acceso Abierto de Portugal.